# AXA
AXA là một công ty bảo hiểm đa quốc gia của Pháp có trụ sở tại quận 8 của Paris, tham gia bảo hiểm toàn cầu, quản lý đầu tư và các dịch vụ tài chính khác.
Tập đoàn AXA hoạt động chủ yếu ở Tây Âu, Bắc Mỹ, khu vực Châu Á Thái Bình Dương và Trung Đông, Châu Phi. AXA là tập đoàn gồm các doanh nghiệp hoạt động độc lập, hoạt động theo luật pháp và quy định của nhiều quốc gia khác nhau. Công ty này là một thành phần của chỉ số thị trường chứng khoán Euro Stoxx 50.

Các địa điểm toàn cầu của Tập đoàn Axa

## Sở hữu vốn
- Hoa Kỳ 66%
- Pháp 16,5%
- Vương quốc Anh 10,5%
- Nhân viên của AXA 6,5%
- BNP Paribas 5,4%
- Edward L. Skyward 5,1%
- Sumitomo Mitsui 4,0%
- Cơ quan đầu tư Qatar 3,8%

Quyền sở hữu vốn tại ngày 31 tháng 12 năm 2010.

## Trụ sở chính
Trụ sở chính của AXA được đặt tại quận 8 của Paris. AXA, công ty đã sở hữu 23 Avenue Matignon, đã mua lại Hotel de La Vaupalière, một tòa nhà thế kỷ 18, vào cuối những năm 1990. Kiến trúc sư Ricardo Bofill đã tích hợp mặt tiền của khách sạn với một tòa nhà kính hiện đại. Khu phức hợp đóng vai trò là trụ sở chính của AXA.